# Elles font de l' abstractión
Elles font de l' abstractión. Une autre histoire de l'abstraction au XXe siècle fue una exposición sobre las aportaciones de las mujeres artistas a la abstracción en el siglo XX. La muestra, comisariada por Christine Macel, se inauguró en el Centro Pompidou donde estuvo abierta al público del 19 de mayo al 23 de agosto de 2021. Posteriormente se presentó en el  Museo Guggenheim Bilbao bajo el título Mujeres de la abstracción (del 2 de octubre de 2021 al 27 de febrero de 2022), y en 2022, viajó al Museo West Bund en China.
Con motivo de la exposición Elles font l'abstraction, el Centro Pompidou y AWARE: Archivos de Mujeres Artistas, Investigaciones y Exposiciones y LEGS (Laboratoire d'études de genre et de sexualité Paris 8 Vincennes Saint-Denis / Paris Nanterre), organizaron un coloquio internacional  los días 19, 20 y 21 de mayo de 2021 en el Centro Pompidou.

## Contenido
Elles font l'abstraction mostraba más de 500 obras pertenecientes a 110 artistas multidisciplinares inscritas en las distintas escuelas de la abstracción como las artes plásticas, la fotografía, el cine o la danza, desde finales del siglo XIX hasta aproximadamente la década de 1980, con alguna obra original del siglo XIX. Artistas de distintos ámbitos y continentes presentadas como agentes y cocreadoras de la modernidad y con legado por derecho propio. Tenían poco en común excepto haber sido objeto, generalmente, de un reconocimiento tardío. La exposición se centraba en los contextos que favorecieron o dificultaron el reconocimiento de las artistas en los ámbitos educativos, sociales, institucionales, ideológicos o estéticos. La exposición, articulada en base a los ensayos realizados por Christine Macel, Griselda Pollock, Karolina Ziebinska-Lewandowska y Anne Monffort-Tanguy, desveló una historia no contada de las mujeres en la abstracción y supuso una renovación del concepto de asbtración.

## Catálogo
En 2021, coincidiendo con la celebración de la exposición en el Museo Guggenheim de Bilbao se publicó un catálogo en castellano bajo el título Mujeres de la abstracción. Según se recoge en sus páginas la publicación "Lejos de ser un mero catálogo, la idea es poner de relieve los puntos de inflexión decisivos que marcaron esta historia, cuestionando al mismo tiempo los cánones de la abstracción. Se presta especial atención a poner de relieve los contextos específicos que rodearon, favorecieron o, por el contrario, obstaculizaron el reconocimiento de las mujeres artistas".

## Artistas incluidas en la exposición:
| - Magdalena Abakanowicz - Berenice Abbott - Carla Accardi - Etel Adnan - Anni Albers - Laure Albin-Guillot - Gertrud Arndt - Ruth Asawa - Elena Asins - Vanessa Bell - Lynda Benglis - Martha Boto - Louise Bourgeois - Trisha Brown - Jagoda Buić - Mary Ellen Bute - Marcelle Cahn - Huguette Caland - Regina Cassolo - Rosemarie Castoro - Giannina Censi - Judy Chicago - Lucinda Childs - Wook-kyung Choi - Irene Chou - Lygia Clark - Carlotta Corpron - Parvine Curie - Dadamaino - Elaine de Kooning - Sonia Delaunay-Terk - Germaine Dulac - Alice Essington Nelson - Alexandra Exter - Claire Falkenstein - Monir Shahroudy Farmanfarmaian - Esther Ferrer | - Helen Frankenthaler - Olga Fröbe-Kapteyn - Loïe Fuller - Gego - Nathalie Gontcharova - Marcia Hafif - Harmony Hammond - Mary Heilmann - Florence Henri - Barbara Hepworth - Carmen Herrera - Eva Hesse - Sheila Hicks - Marta Hoepffner - Georgiana Houghton - Lotte Jacobi - Shirley Jaffe - Virginia Jaramillo - Tess Jaray - Barbara Kasten - Ilona Keserü - Helen Khal - Hilma af Klint - Emily Kame Kngwarreye - Benita Koch-Otte - Běla Kolářová - Katarzyna Kobro - Lee Krasner - Germaine Krull - Ida Lansky - Bice Lazzari - Verena Loewensberg - Barbara Maples - Agnes Martin - Dora Maurer - Marie Menken - Joan Mitchell | - Nasreen Mohamedi - Marlow Moss - Tania Mouraud - Aurelia Munoz - Elizabeth Murray (artist) - Aurelie Nemours - Louise Nevelson - Véra Pagava - Gret Palucca - Marta Pan - Lygia Pape - Alicia Penalba - Howardena Pindell - Lioubov Popova - Saloua Raouda Choucair - Judit Reigl - Bridget Riley - Dorothea Rockburne - Olga Rozanova - Valentine de Saint-Point - Zilia Sánchez - Helen Saunders - Lillian Schwartz - Arpita Singh - Janet Sobel - Varvara Stepanova - Hedda Sterne - Jessica Stockholder - Gunta Stölzl - Sophie Taeuber-Arp - Atsuko Tanaka - Lenore Tawney - Elsa Thiemann - Maria Helena Vieira da Silva - Alma Woodsey Thomas - Fahrelnissa Zeid |